# 1252
| 1252               |
| ------------------ |
| Dødsfald - Fødsler |
| • Begivenheder     |

| Gregoriansk kalender | 1252 MCCLII             |
| Ab urbe condita      | 2005                    |
| Armensk kalender     | 701 ԹՎ ՉԱ               |
| Kinesiske kalender   | 3948 – 3949 辛亥 – 壬子 |
| Etiopisk kalender    | 1244 – 1245             |
| Jødisk kalender      | 5012 – 5013             |
| Hindukalendere       |                         |
| - Vikram Samvat      | 1307 – 1308             |
| - Shaka Samvat       | 1174 – 1175             |
| - Kali Yuga          | 4353 – 4354             |
| Iransk kalender      | 630 – 631               |
| Islamisk kalender    | 650 – 651               |

Konge i Danmark: Abel 1250-1252 og Christoffer 1. 1252-1259
Se også 1252 (tal)

## Begivenheder
- 15. maj - Pave Innocens 4. udsteder en bulle, ad extirpanda, der under bestemte betingelser tillader inkvisitionen at anvende tortur over for kættere
- 29. juni - Slaget ved Oldenswort, hvor Abel af Danmark blev dræbt
- 25. december - Christoffer 1. krones som konge af Danmark i domkirken i Lund
- Første skriftlige vidnesbyrd om bosættelsen Stockholm.
- Byen Klaipėda i Litauen nævnes første gang.

## Dødsfald
- 9. juni – Hertug Otto 1. af Braunschweig-Lüneburg
- 29. juni – Kong Abel bliver dræbt under et togt mod friserne på Ejdersted i nærheden af Husum
- 27. november – Blanka af Kastilien, dronning og regent af Frankrig